# Renate Rudolph
Renate Rudolph (* 24. November 1949 in Leipzig) ist eine ehemalige deutsche Handballspielerin.
Die 1,68 m große und 67 Kilogramm schwere Renate Rudolph spielte für den TSC Berlin.
Mit der DDR-Auswahl gewann sie die Goldmedaille bei der Weltmeisterschaft 1978 und die Bronzemedaille bei den Olympischen Spielen 1980 in Moskau.